# Бравер, Моше
Моше Бравер (ивр. משה ברוור‎; 1919, Вена, Австрия — 28 декабря 2020) — израильский географ, картограф и журналист, автор многочисленных атласов, в том числе предназначенных для школьной и университетской программ. Первый заведующий кафедрами географии в Тель-Авивском университете и Университете имени Бар-Илана, председатель государственной комиссии по географическим названиям (2006—2014), лауреат Премии Израиля (2002).

## Биография

### Семья, учёба и журналистская работа
Родился в 1919 году в Вене. Отец — представитель Второй алии, выпускник Венского университета по специальностям историка и географа Авраам Яаков Бравер, один из пионеров современной географической науки в Палестине. Мать, Сара, также окончила Венский университет, где изучала литературу, английский и французский языки. В 1920 году семья перебралась в Палестину. Моше вырос в Иерусалиме, где окончил учительскую семинарию «Мизрахи» (ныне Педагогический колледж имени Лифшица) и в 17 лет присоединился к еврейской организации самообороны «Хагана». Отец смолоду привлекал его к своим географическим исследованиям.
В 1938 году Бравер отправился в Лондон для продолжения образования и начал учёбу в Лондонском университете по специальностям «география» и «геология». Начало Второй мировой войны застало его на летних каникулах в Палестине, и он временно продолжил обучение в Еврейский университет в Иерусалиме, где изучал геологию и математику. В этот период он начал работать как журналист вначале с ежедневной газетой на иврите «Ха-Цофе», а затем с англоязычной газетой Palestine Post. Сотрудничество Бравера с «Ха-Цофе» 25 лет, и позже он вошёл в редакционную коллегию газеты. В 1944 году британские мандатные власти предложили двум палестинским газетам на иврите направить в Европу военных корреспондентов. В их числе оказался и 24-летний Бравер. Его агентство базировалось в Лондоне, откуда он совершал командировки на фронт. В 1945 году Бравер стал одним из первых журналистов, освещавших в прессе и на радио освобождение союзниками концентрационного лагеря Берген-Бельзен, а позже вёл репортажи с процессов над нацистскими преступниками, шедших в послевоенной Германии.
В конце 1945 года возобновил учёбу в Лондоне, в 1947 году получив степень бакалавра наук. Дальнейшую учёбу Браверу пришлось прервать с началом Войны за независимость Израиля, когда он пошёл добровольцем в еврейские вооружённые силы. По окончании службы на некоторое время остался в Израиле как корреспондент «Ха-Цофе», а в 1949 году снова отправился в Лондон. В 1950 году окончил вторую степень, а затем семь лет работал над диссертацией на степень доктора наук под научным руководством Ч. Б. Фосетта. Темой диссертации стали границы Палестины в годы британского мандата и при израильском суверенитете. Докторскую степень Браверу присвоила Лондонская школа экономики. В годы пребывания в Англии он также составил список транскрипций 30 тысяч ивритских географических названий.

### Академическая карьера
Академическая и прикладная карьера Моше Бравера как географа началась ещё до завершения образования. Уже в 1945 году, находясь в Вене, он начал налаживать контакты с австрийским книжным издательством Ed. Hölzel, выпускающим среди прочего географические атласы, с целью издания атласа на иврите. Ему удалось найти единомышленника в лице исполнительного директора издательства Хуфо Эккельта. Работа над изданием продолжалась до 1950 года, ивритский шрифт для типографии в постнацистской Австрии удалось найти только в монастыре Клостернойбург, возникали трудности с финансированием, материалами, необходима была адаптация старых карт и создание новых, в соответствии с изменяющейся политической географией. Распространение атласа на иврите в Израиле взяло на себя израильское издательство «Явне», однако финансирование самого издания велось только из средств, мобилизованных лично Бравером. Вначале в Израиль были отгружена краткая версия атласа, но тираж (10 тысяч экземпляров) разошёлся в считанные недели, после чего издательство «Явне» уже высказало готовность финансировать как допечатку этого издания, так и публикацию большого атласа. Второй тираж был раскуплен за несколько месяцев.
В 1952 году, уже женатым человеком, Бравер вернулся в Израиль, где начал преподавать географию в семинарии Бейт-Берл. В это время он также писал географические статьи в Еврейской энциклопедии, в редакции которой был ответственным за тему Ближнего Востока. После основания в 1964 году Тель-Авивского университета Бравер был приглашён читать в нём курсы географии Ближнего Востока и политической географии. Одновременно преподавал географию Земли Израильской и географию Ближнего Востока в Университете имени Бар-Илана (Рамат-Ган). При участии Бравера в обоих университетах были созданы отделения географии, первым заведующим которых он стал. Кафедру географии в Тель-Авивском университете он возглавлял с 1966 по 1973 год (вернувшись на эту должность в 1976—1979 годах), а отделение географии в Университете имени Бар-Илана — с 1968 по 1971 год. В 1979 году Бравер стал штатным профессором Тель-Авивского университета и в 1980—1983 годах занимал в этом университете пост декана факультета гуманитарных наук. Помимо этих вузов, был приглашённым преподавателем в Мичиганском университете (1973), Оттавском университете (1975), Университете Мэсси (Новая Зеландия, 1977), Кейптаунском университете (1984), Национальном университете Чили (1985) и Мэрилендском университете (1988). Кроме того, преподавал географию в школе командного и штабного состава Армии обороны Израиля. Продолжал преподавать до 80-летнего возраста.
За годы академической работы Моше Бравер выпустил 19 книг, включая учебные атласы для средних школ и вузов, физический, экономический и политический атласы мира и отдельных регионов. Атласы под редакцией Бравера издавались на иврите, арабском и английском языках, как в Израиле, так и за рубежом. Его наиболее известный труд — большой географический атлас на иврите, известный как «атлас Бравера», — выдержал более 40 прижизненных изданий, над доработкой и обновлением которых автор работал до конца жизни. В 1968—1987 годах возглавлял масштабный обзор арабских сёл Израиля, в рамках которого с помощью своих учеников подготовил географические профили около 280 населённых пунктов.

### Прочая деятельность
В 1948—1949 годах Бравер выступал как консультант израильской делегации на Родосских переговорах, в ходе которых были определены линии прекращения огня между Израилем и арабскими странами — участницами войны в Палестине. В дальнейшем Бравер консультировал правительства Израиля по вопросам государственных границ в ходе переговоров, закончившихся заключением мирных договоров с Египтом и с Иорданией, а также во время египетско-израильских переговоров о статусе Табы и израильско-сирийских переговоров в последний год премьерства Ицхака Рабина.
Под руководством Бравера работали многочисленные правительственные комиссии по изменению границ городов Израиля (среди таких городов были Эйлат, Хайфа, Герцлия, Ришон-ле-Цион и Кирьят-Малахи). В 1979—1981 годах он занимал пост президента Израильского географического общества, а в 2004—2016 годах пост председателя правительственной комиссии по географическим названиям (позже — почётный председатель).
Умер в декабре 2020 года в возрасте 101 года.

## Признание заслуг
В 2002 году Моше Браверу была присуждена Премия Израиля в области географии. Члены комиссии отметили его заслуги в трёх областях: картографии, определении государственных границ Израиля (главным результатом работ в этой области стала монография «Границы Израиля — прошлое, настоящее, будущее») и исследованиях ближневосточных сельских населённых пунктов (в первую очередь арабских деревень Израиля).
Моше Бравер был действительным членом (фелло) лондонского Королевского географического общества. Израильское географическое общество отметило его заслуги специальной наградой в 2019 году, в год его столетнего юбилея.